# Enoploides rimiformis
Enoploides rimiformis is een rondwormensoort uit de familie van de Thoracostomopsidae. De wetenschappelijke naam van de soort is voor het eerst geldig gepubliceerd in 1984 door Pavlyuk.